# Tetramerium abditum
Tetramerium abditum là một loài thực vật có hoa trong họ Ô rô. Loài này được (Brandegee) T.F. Daniel miêu tả khoa học đầu tiên năm 1986.